# (24918) Tedkooser
(24918) Tedkooser est un astéroïde de la ceinture principale.

## Description
(24918) Tedkooser est un astéroïde de la ceinture principale. Il fut découvert le 10 mars 1997 à Lime Creek par Robert Linderholm. Il présente une orbite caractérisée par un demi-grand axe de 2,28 UA, une excentricité de 0,17 et une inclinaison de 7,5° par rapport à l'écliptique.

## Compléments